# Pirveli Akvaga
Pirveli Akvaga (en georgiano: პირველი აკვაღა) o Akuagba I (en abjasio: Акьуагьа II) es una aldea que pertenece a la parcialmente reconocida República de Abjasia, dentro del distrito de Gali, aunque de iure es parte del municipio de Gali de la República Autónoma de Abjasia de Georgia.

## Geografía
Pirveli Akvaga se sitúa la llanura de Samurzajano, a 6 km de Gali. Las aldea se administra desde el pueblo de Chuburjinyi.  